# Kasteel van Le Plessis-Bouquelon
Het Kasteel van Le Plessis-Bouquelon (Frans: Château du Plessis-Bouquelon) is een kasteel in de Franse gemeente Bouquelon.